# Hospital Farm Cemetery
Hospital Farm Cemetery is een Britse militaire begraafplaats met gesneuvelden uit de Eerste Wereldoorlog, gelegen in het Belgische dorp Elverdinge, een deelgemeente van Ieper. De begraafplaats werd ontworpen door Noel Rew en ligt op 2,3 km ten zuidwesten van het dorpscentrum. Het terrein heeft een onregelmatig grondplan met een oppervlakte van ongeveer 750 m² en wordt aan twee zijden afgebakend door een bakstenen muur en de andere zijden door een haag. In een halfcirkelvormige uitbouw in de noordwestelijke muur staat het Cross of Sacrifice. De begraafplaats ligt 125 m van de rijweg af en is bereikbaar via een brugje over een beek en pad door een weide waar soms koeien grazen. 
Er liggen 116 Britten begraven (waarvan 4 niet geïdentificeerd konden worden) en 1 burger.
De begraafplaats wordt onderhouden door de Commonwealth War Graves Commission.
Deze begraafplaats werd in 2009 als monument beschermd.

## Geschiedenis
De begraafplaats werd genoemd naar de vlakbij gelegen hoeve die van oudsher "Hospitaalhoeve" werd genoemd omdat de Hospitaalridders er eertijds de eigenaars van waren. De hoeve werd door het Royal Medical Army Corps gebruikt als een vooruitgeschoven hulppost (Advanced Dressing Post). De begraafplaats werd vooral tussen 1915 en 1917 gebruikt om de slachtoffers van de gevechten in de Ieperboog, hoofdzakelijk behorend tot artillerie en infanterie regimenten, te begraven. De hoeve werd tijdens een bombardement op 17 juni 1916 volledig vernield, waarna enkel de schuur nog als hulppost kon gebruikt worden.

## Graven
- Marcel Top is een Belgische burger die is omgekomen op 11 augustus 1915.[2]

### Onderdscheiden militairen
- James Cook Gray, kapitein bij het Border Regiment werd onderscheiden met het Military Cross (MC).
- de sergeanten R.F. Worgan en Stephen William George South ontvingen de Military Medal (MM).

### Minderjarige militairen
- William H. Walton, soldaat bij de Lancashire Fusiliers was 16 jaar toen hij op 22 juni 1915 sneuvelde.
- Albert Seal, soldaat bij het West Yorkshire Regiment (Prince of Wales's Own) was 17 jaar toen hij op 23 juli 1915 sneuvelde.